# Леспортс-центр
Кадиллак арена (кит. трад. 凯迪拉克中心, CADILLAC ARENA), предыдущее название Центр культуры и спорта Укэсон (кит. трад. 五棵松文化体育中心) — это культурно-спортивный центр для проведения спортивных и культурных мероприятий.
Центр культуры и спорта состоит из арены Укэсон, культурных, спортивных и вспомогательными коммерческими объектов. Он занимает площадь 52 га с общей площадью застройки около 350000 квадратных метров.
Арена Укэсон является домашней ареной хоккейного клуба «Куньлунь Ред Стар», который в сезоне 2016/2017 годов стал дебютантом Континентальной хоккейной лиги.

## Изменение названия
- Центр культуры и спорта Укесон (2008—2011)
- Центр MasterCard (2011—2015)
- Спортивный экологический центр LeTV (2016—2017)
- Huaxi Live (2017)
- Центр Cadillac (с 2017 года)

5 ноября 2017 года Bloomage International Group и бренд Cadillac в Художественном музее Times провели совместно церемонию подписания соглашения о присвоении спортивному комплексу нового названия — Cadillac Center. Стадион Wukesong будет преобразован в «CADILLAC ARENA».

## Арена Укэсон

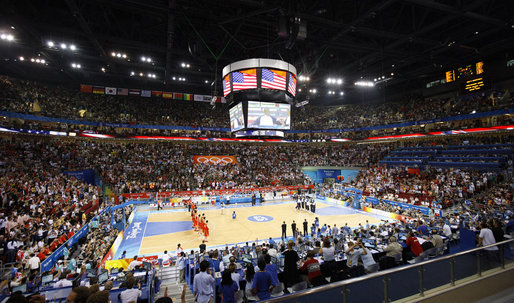
Внутренний вид арены, во время Олимпийских игр 2008

Арена, построенная к Олимпийским играм 2008 года изначально носил название Олимпийский баскетбольный дворец Пекина (кит. трад. 五棵松體育館, упр. 五棵松篮球馆, пиньинь Wǔkēsōng Lánqiúguǎn).
Строительство началось в 2005 году. Арена имеет площадь застройки 63000 квадратных метров и сможет вместить 18000 зрителей.
Проектировщиком Укэсон арены является Пекинский институт архитектурного проектирования и исследований, который занимался проектированием баскетбольных арен. 11 января 2008 г. строительство баскетбольной арены Укэсон было завершено.

## Бейсбольный стадион Укэсон

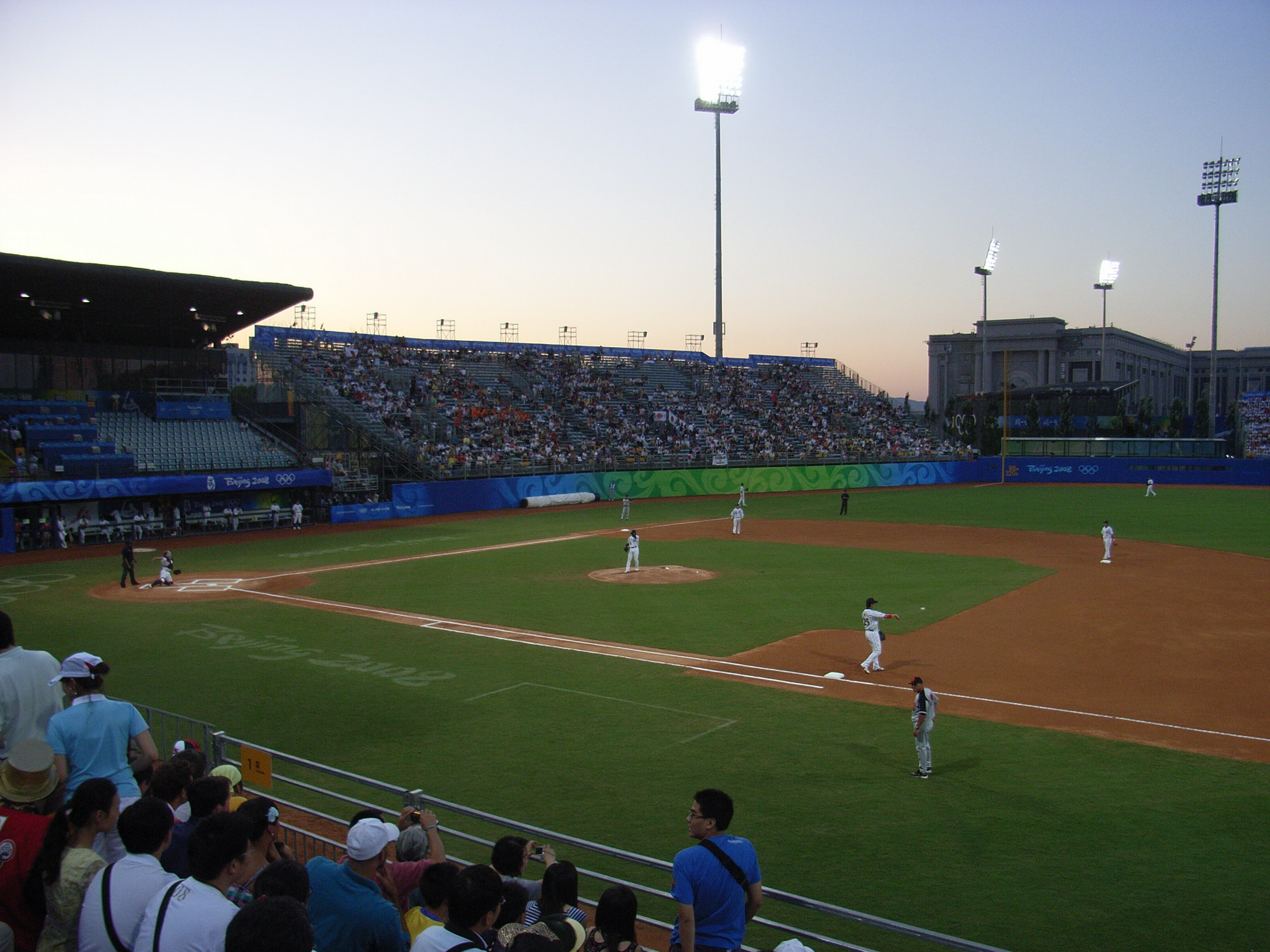
Бейсбольная арена во время Олимпийских игр 2008

22 декабря 2005 года началось строительство бейсбольного стадиона Укэсон.
Это временное сооружение, построенное к летней Олимпиаде 2008.
Две арены для соревнований и поле для тренировок в общей сложности на 15 000 мест и планируемой общей площадью застройки около 12 000 квадратных метров. 22 декабря 2005 г. началось строительство культурных, спортивных и общественных объектов Укэсон, включая крытые бассейны, кинотеатры, банки, почтовые отделения, торговые центры и т. д., вместе с бейсбольным стадионом общей площадью застройки около 287 000 квадратных метров. Строительство было завершено 12 августа 2007 года.
В 2009 году бейсбольный стадион Wukesong был, как и планировалось снесен.

## Культурные мероприятия
- 6 октября 2008 Концертный тур «The Best Damn Tour» канадской певицы Аврил Лавин
- 14 февраля 2012 Концертный тур «The Black Star Tour» Аврил Лавин
- 2 марта 2014 Концертный тур «The Avril Lavigne Tour» Аврил Лавин

## Спортивные мероприятия
- 2008 Бейсбол на летних Олимпийских играх 2008
- 2008 Баскетбол на летних Олимпийских играх 2008
- 2019 Чемпионат мира по баскетболу 2019
- 2022 Хоккей (женщины) на зимних Олимпийских играх 2022